# Stubben (Lauenburg)
Stubben ist eine Gemeinde im Kreis Herzogtum Lauenburg in Schleswig-Holstein.

## Geschichte
Erstmals erwähnt wurde Stubben im Jahre 1408, als G. von Wedege und V. von Zulen den Ort an den Herzog Erich den Älteren verkauften. Zum damaligen Zeitpunkt hieß das Dorf noch „tho den Stubben“.
Die Herkunft des Namens Stubben ist unbekannt. Es wird vermutet, dass der Ort auf einem durch Feuer gerodeten Waldboden entstanden ist, auf dem die Baumstümpfe (= Stubben) stehen blieben.

## Politik

### Gemeindevertretung
Bei der Kommunalwahl am 14. Mai 2023 wurden insgesamt neun Sitze vergeben. Von diesen erhielt die Neutrale Wählerinitiative Stubben fünf Sitze und die Allgemeine Freie Wählergemeinschaft Stubben vier Sitze.

### Wappen
Blasonierung: „Von Grün und Gold durch einen gold-blauen Wellenbalken geteilt. Oben drei fächerförmig gestellte silberne Ähren, unten ein grüner Baumstumpf.“

## Wirtschaft und Infrastruktur
Stubben ist eine ländliche Gemeinde mit landwirtschaftlichen Betrieben, Handwerksbetrieben, aber auch reinen Wohngebieten.
Da Stubben über keine eigene Schule mehr verfügt und auch keinen Kindergarten im Ort hat, werden die Kinder im Kindergartenalter, im Vorschulalter und im Grundschulalter nach Mollhagen gefahren. Alle anderen Schulen befinden sich in Bargteheide.
In Stubben gibt es keine Geschäfte mehr und so müssen die Lebensmittel außerhalb gekauft werden. Das letzte Lebensmittelgeschäft schloss 1984. Die letzte Gaststätte schloss am 28. Dezember 2015.

## Sehenswürdigkeiten
Die alte Schule von 1912 ist mit ihren drei Rundgiebeln architektonisch einmalig in Schleswig-Holstein. Heute ist in diesem Gebäude die Freiwillige Feuerwehr untergebracht und der ehemalige Schulraum wird als Veranstaltungsraum von den örtlichen Vereinen und Organisationen genutzt.

## Persönlichkeiten, die in der Gemeinde wirken oder gewirkt haben
- Raymond Voß (* 1952), Musiker (Gitarrist von Torfrock), lebt in Stubben.